# Zespół czołowy
Zespół czołowy (łac. syndroma frontale, ang. frontal lobe disorder) – zespół objawów psychoorganicznych związanych z uszkodzeniem okolicy czołowej mózgu, najczęściej przez guz. W czystej postaci wiąże się z uszkodzeniem kory płatów czołowych. Towarzyszyć mu mogą objawy niezwiązane z uszkodzeniem kory i niewchodzące w skład obrazu klinicznego zespołu, np. związane ze wzrostem ciśnienia śródczaszkowego lub uszkodzeniem innych części mózgowia przez proces rozrostowy.

## Objawy i podział

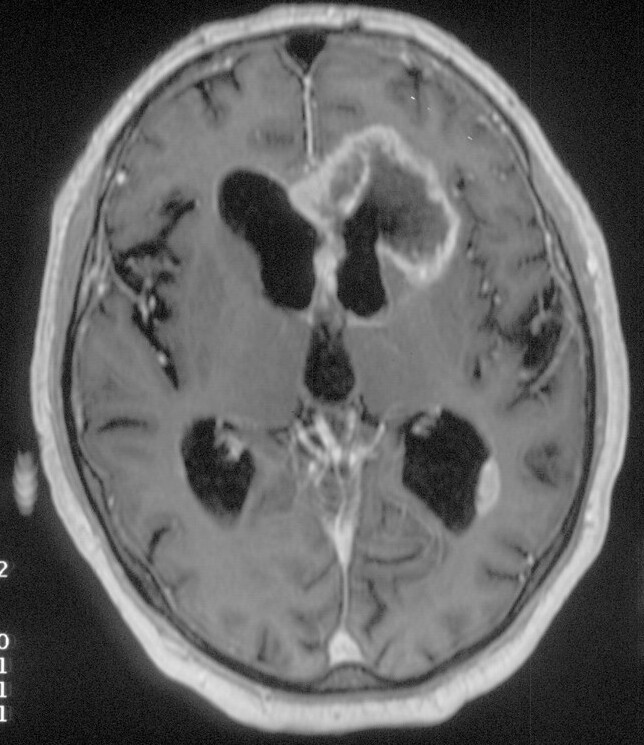
Obraz glejaka wielopostaciowego w MRI w lewym płacie czołowym u 66-letniego pacjenta. Chory prezentował spowolnienie napędu psychoruchowego i niekiedy niedostosowane zachowanie

Objawy psychopatologiczne guzów okolicy czołowej wyprzedzają objawy neurologiczne. Przebieg choroby zależy od charakteru guza: oponiaki rosną powoli, i okres objawów psychiatrycznych jest dłuższy; guzy złośliwe, głównie glejaki, cechuje krótki wywiad, objawy neurologiczne pojawiają się wcześniej. Większość autorów jest zdania, że nieistotne jest który płat, lewy czy prawy, objęty jest procesem rozrostowym. W klinice wypadnięcia funkcji płatów czołowych istotne znaczenie ma natomiast fakt, czy proces lokalizuje się w górnej części płatu (od strony sklepistości) czy w części przypodstawnej (nadoczodołowej). 
Zespół czołowy ze sklepistości (zespół przedczołowy grzbietowo-boczny, zespół wypukłości czołowej, łac. syndroma convexofrontale, ang. frontal convexity syndrome)
- zaburzenia napędu psychoruchowego (niem. Mangel an Antrieb[5])
  - zanik inicjatywy, spontaniczności
  - hipopatia lub apatia
  - abulia
  - dysforia
  - nastrój tępy i mrukliwy
  - labilność uczuciowa
  - obniżenie uczuciowości wyższej: utrata uczuć społecznych, poczucia odpowiedzialności, ambicji
  - deficyty uwagi, przypominania, myślenia abstrakcyjnego, myślenia przyczynowo-logicznego.

Zespół czołowy z części nadoczodołowej (zespół oczodołowy, zespół oczodołowo-czołowy, łac. syndroma baseofrontale, ang. orbitofrontal syndrome):
- obniżenie lub zanik uczuciowości wyższej
- odhamowanie
- niedostosowany afekt
- osłabiony krytycyzm
- brak wglądu
- nastrój labilny, waha się między beztroskim a gniewliwym
- skłonność do opowiadania niemądrych żartów i często niewybrednych historyjek o treści erotycznej (moria, wiłość, nastrój moriatyczny; niem. Witzelsucht)

Podstawowe umiejętności językowe, pamięć i procesy poznawcze zwykle są niezaburzone.
Niektórzy autorzy wyróżniają dodatkowo zespół czołowy przyśrodkowy (zespół przyśrodkowo-czołowy, ang. medial frontal syndrome), w którym uszkodzenie dotyczy przedniej części obręczy. 
Głównym objawem tego uszkodzenia jest apatia, z utratą motywacji i zmniejszoną aktywnością celową. Występuje osłabienie kończyn dolnych i brak kontroli nad zwieraczami, wytwory werbalne są rzadkie.

## Zespół czołowy jatrogenny
Szczególną postacią zespołu czołowego jest zespół czołowy jatrogenny po leukotomii przedczołowej, czyli lobotomii (charakteropatia leukotomizowanych). W tej metodzie leukotomii w różny sposób oddzielano struktury korowe płata czołowego od struktur podkorowych, czego psychiczne następstwa zbliżone były obrazem klinicznym do charakteropatii pourazowych. U zdrowych ludzi poddanych leukotomii dokonywała się zmiana charakteru, na którą składały się:
- bezwolność
- potulność
- bezpretensjonalność
- brak zainteresowania światem zewnętrznym
- uproszczenie życia wzruszeniowego
- zmniejszenie roszczeń życiowych
- monotonia uczuciowa
- zanik inicjatywy
- brak zainteresowania przyszłością.

## Phineas Gage
Jednym z pierwszych opisanych i bardziej znanych przypadków zespołu czołowego był przypadek Phineasa Gage'a, 25-letniego, zdrowego rzemieślnika, który w 1848 roku wskutek nieszczęśliwego wypadku został uderzony w głowę metalowym prętem. Pręt przebił na wylot czaszkę, przez lewą szczękę, oczodół, płat skroniowy i sklepienie czaszki. Gage przeżył, ale wystąpiły diametralne zmiany w jego charakterze.